# 雷雨田 (1926年)

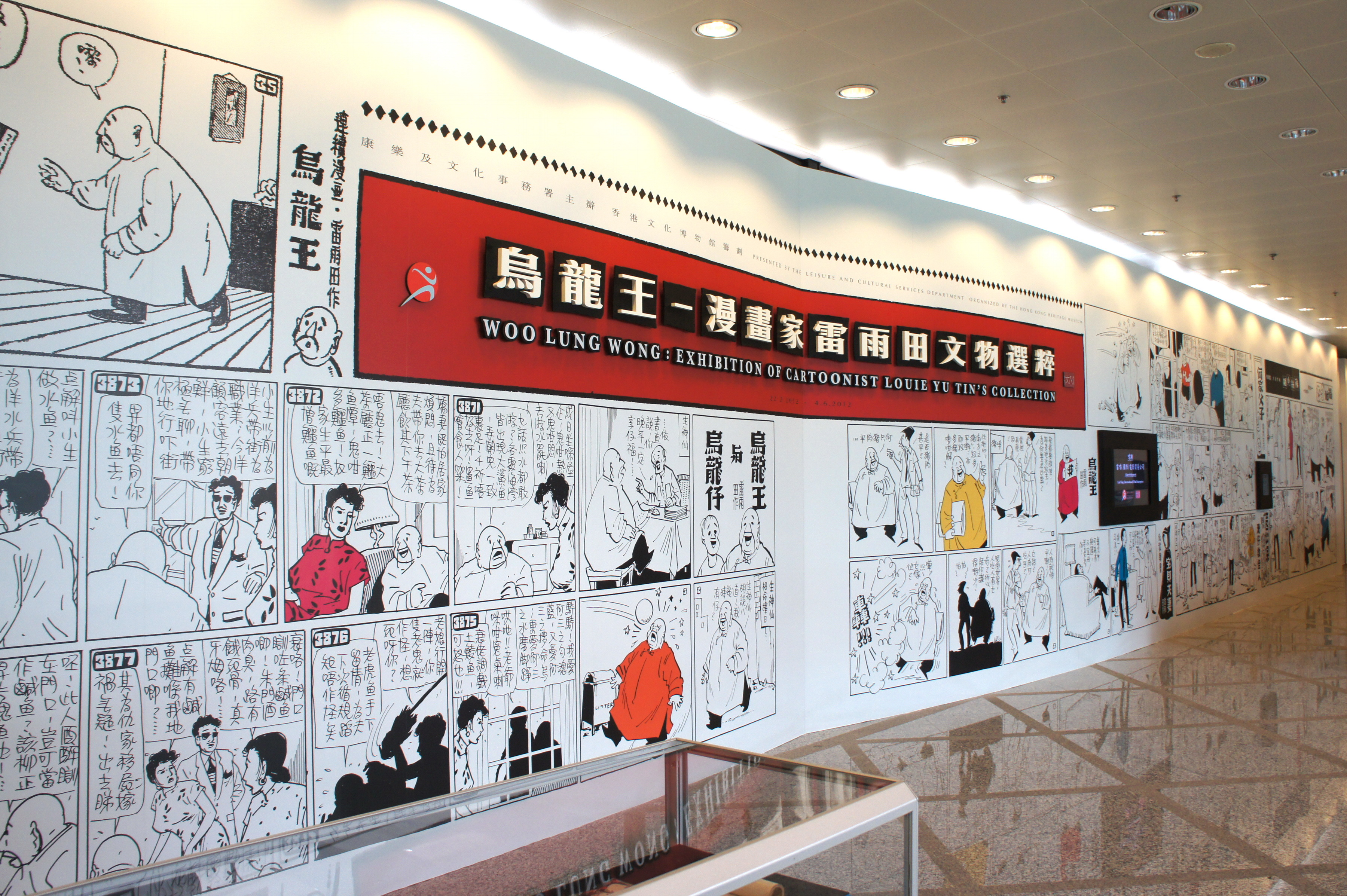
「烏龍王－漫畫家雷雨田文物選粹」展覽（香港文化博物館）

雷雨田（1926年—2008年），原名雷熾桃，香港漫畫家、作家。生於香港。從小熱愛漫畫。1946年起在廣州《針報》連載漫畫《烏龍王》諷刺社會時事。1949年中華人民共和國建國，回到香港繼續連載，並且發表小說、影評、電影宣傳等。1988年，移民加拿大。2008年逝世，雷雨田家人將雷氏的作品及文物80多項捐贈予香港文化博物館。該館於2012年2月22日至6月4日舉行「烏龍王－漫畫家雷雨田文物選粹」展覽，展出約50件漫畫原稿、出版刊物、小說手稿等。

## 作品

### 漫畫
- 《烏龍王》
- 《小妹妹》
- 《神童大頭仔》
- 《烏龍仔》
- 《尖嘴茂》
- 《盲公保》
- 《何家父子》
- 《福伯》
- 《說謊大王》（筆名：高水叔）

### 小說
- 《國恨家仇》
- 《嶺表孤忠》
- 《南天抗敵記》或名《血洗宋王台》

## 相關電影
- 《烏龍王》（1949年於香港上映）（劉桂康飾演烏龍王）[4]
- 《烏龍王發達記》（1960年於香港上映）（梁醒波飾演烏龍王）[5]
- 《烏龍王飛來艷福》（1960年於香港上映）（梁醒波飾演烏龍王）[6]
- 《小寶寶七戲烏龍王》（1960年於香港上映）（梁醒波飾演烏龍王）[7]